# سيرغي دولماتوف
سيرغي دولماتوف (بالروسية: Долматов, Сергей Викторович)‏ Sergey Dolmatov (ولد في 20 فبراير 1959) لاعب شطرنج روسي يحمل لقب أستاذ كبير.

## ألقاب
حصل على لقب أستاذ دولي عام 1978.
حصل على لقب أستاذ كبير عام 1982.
حصل على لقب مدرب أول عام 2007 من الاتحاد الدولي للشطرنج.

## إنجازات
فاز ببطولة العالم للشطرنج للشباب عام 1978.
فاز بعدة دورات منها دورة أمستردام للأساتذة 1979، وبوخارست 1981، وهراديك كرالوفي 1981، وفرونتزي 1983، وبرشلونة 1983، وتالين 1985.

## أسلوبه
بالقطع البيضاء يفضل افتتاحيات بيدق الملك، وبالقطع السوداء يفضل الدفاع الهولندي ودفاع هندي الملك والدفاع الفرنسي.

## روابط خارجية
- سيرغي دولماتوف على موقع الاتحاد الدولي للشطرنج (الإنجليزية)
- سيرغي دولماتوف على موقع مباريات الشطرنج (الإنجليزية)
- سيرغي دولماتوف على موقع 365Chess.com (الإنجليزية)
- سيرغي دولماتوف على موقع Chesstempo.com (الإنجليزية)
- سيرغي دولماتوف سجل أولمبياد الشطرنج على موقع OlimpBase.org (الإنجليزية)